# Kenyan Premier League
Kenyan Premier League (även känd som SportPesa Premier League) är den högsta  fotbollsligan i Kenya. Den startades 1963 av Kenya Football Federation, men kontrolleras nu av Football Kenya Federation. 
Fram till idag har många av ligans klubbar haft liten eller ingen finansiering. Men sedan inträdet of kabel-TV kanalen MultiChoice och deras varumärke SuperSport, som är ligans officiella partner, har ligan professionaliserats och majoriteten av klubbarna har nu matchdress sponsorer. 
De mest framgångsrika klubbarna är Gor Mahia FC och AFC Leopards som har vunnit 18 respektive 12 ligatitlar.

## Organisation
Kenyan Premier League fungerar och sköts som ett privat företag, som införlivades i oktober 2003 under Companies Act of Kenya. KPL styrs och helägs av 16 medlemsklubbar. KPL är ansluten till Footboll Kenya Limited, som även är aktieägare i KPL.

## Klubbar säsongen 2019/2020
| Klubb                 | Stad     | Arena                           | Kapacitet |
| --------------------- | -------- | ------------------------------- | --------- |
| AFC Leopards          | Nairobi  | Nyayo National Stadium          | 30 000    |
| Bandari               | Mombasa  | Mombasa Municipal Stadium       | 10 000    |
| Chemelil Sugar        | Chemelil | Chemelil Sports Complex         | 5 000     |
| Gor Mahia             | Nairobi  | Nairobi City Stadium            | 15 000    |
| Kakamega Homeboyz     | Kakamega | Bukhungu Stadium                | 5 000     |
| Kariobangi Sharks     | Nairobi  | Narok Stadium                   | 4 000     |
| Kenya Commercial Bank | Nairobi  | Nairobi City Stadium            | 15 000    |
| Kisumu All Stars      | Kisumu   | Moi Stadium                     | 5 000     |
| Mathare United        | Nairobi  | Moi International Sports Center | 60 000    |
| Nzoia United          | Bungoma  | Kanduyi Stadium                 | 5 000     |
| Posta Rangers         | Eldoret  | Kipchoge Keino Stadium          | 10 000    |
| Sofapaka              | Nairobi  | Narok Stadium                   | 4 000     |
| Sony Sugar            | Awendo   | Green Stadium                   | 5 000     |
| Tusker                | Meru     | Moi International Sports Center | 60 000    |
| Ulinzi Stars          | Nakuru   | Afraha Stadium                  | 8 200     |
| Wazito                | Machakos | Kenyatta Stadium                | 5 000     |
| Western Stima         | Kakamega | Bukhungu Stadium                | 5 000     |
| Zoo Kericho           | Kericho  | Green Stadium                   | 3 000     |

## Tidigare vinnare
Vinnare var :
| - 1963 : Nakuru All-Stars (Nakuru) - 1964 : Luo Union (Nairobi) - 1965 : Feisal FC (Mombasa) - 1966 : Abaluhya FC (Nairobi) - 1967 : Abaluhya FC (Nairobi) - 1968 : Gor Mahia FC (Nairobi) - 1969 : Nakuru All-Stars (Nakuru) - 1970 : Abaluhya FC (Nairobi) - 1971 : Spelades ej (*) - 1972 : Kenya Breweries (Nairobi) - 1973 : Abaluhya FC (Nairobi) - 1974 : Gor Mahia FC (Nairobi) - 1975 : Luo Union (Nairobi) - 1976 : Gor Mahia FC (Nairobi) - 1977 : Kenya Breweries (Nairobi) - 1978 : Kenya Breweries (Nairobi) - 1979 : Gor Mahia FC (Nairobi) - 1980 : AFC Leopards (Nairobi) - 1981 : AFC Leopards (Nairobi) - 1982 : AFC Leopards (Nairobi) | - 1983 : Gor Mahia FC (Nairobi) - 1984 : Gor Mahia FC (Nairobi) - 1985 : Gor Mahia FC (Nairobi) - 1986 : AFC Leopards (Nairobi) - 1987 : Gor Mahia FC (Nairobi) - 1988 : AFC Leopards (Nairobi) - 1989 : AFC Leopards (Nairobi) - 1990 : Gor Mahia FC (Nairobi) - 1991 : Gor Mahia FC (Nairobi) - 1992 : AFC Leopards (Nairobi) - 1993 : Gor Mahia FC (Nairobi) - 1994 : Kenya Breweries (Nairobi) - 1995 : Gor Mahia FC (Nairobi) - 1996 : Kenya Breweries (Nairobi) - 1997 : Utalii FC (Ruaraka) - 1998 : AFC Leopards (Nairobi) - 1999 : Tusker FC (Nairobi) - 2000 : Tusker FC (Nairobi) - 2001 : Oserian Fastac FC (Naivasha) - 2002 : Oserian Fastac FC (Naivasha) | - 2003 : Ulinzi Stars (Nakuru) - 2004 : Ulinzi Stars (Nakuru) - 2005 : Ulinzi Stars (Nakuru) - 2006 : SoNy Sugar (Awendo) - 2007 : Tusker FC (Nairobi) - 2008 : Mathare United (Nairobi) - 2009 : Sofapaka (Nairobi) - 2010 : Ulinzi Stars (Nakuru) - 2011 : Tusker FC (Nairobi) - 2012 : Tusker FC (Nairobi) - 2013 : Gor Mahia (Nairobi) - 2014 : Gor Mahia (Nairobi) - 2015 : Gor Mahia (Nairobi) - 2016 : Tusker FC (Nairobi) - 2017 : Gor Mahia (Nairobi) - 2018 : Gor Mahia (Nairobi) - 2018/2019 : Gor Mahia (Nairobi) - 2019/2020 : Gor Mahia (Nairobi) - 2020/2021 : Tusker FC (Nairobi) 12x - 2021/2022 : Tusker FC (Nairobi) 13x - 2022/2023: Gor Mahia FC (Nairobi) - 2023/2024: Gor Mahia FC (Nairobi) - 2024/2025: Kenya Police FC |  |

(*): 1971 års säsong är inte officiellt erkänd

## Skyttekungar
| År   | Spelare            | Klubb                 | Mål |
| ---- | ------------------ | --------------------- | --- |
| 2010 | John Baraza        | Sofapaka              | 15  |
| 2011 | Hugo Nzangu        | SoNy Sugar            | 10  |
| 2012 | John Baraza        | Sofapaka              | 18  |
| 2013 | Jacob Keli         | Kenya Commercial Bank | 17  |
| 2014 | Dan Sserunkuma     | Gor Mahia             | 16  |
| 2015 | Jesse Were         | Tusker                | 22  |
| 2016 | John Mark Makwatta | Ulinzi Stars          | 15  |
| 2017 | Masoud Juma        | Kariobangi Sharks     | 17  |
| 2018 | Erick Kapaito      | Kariobangi Sharks     | 16  |